# Station Puławy Azoty
Station Puławy Azoty is een spoorwegstation in de Poolse plaats Puławy.